# Rhipsalis ormindoi
Rhipsalis ormindoi är en kaktusväxtart som beskrevs av Nigel Paul Taylor och Daniela Cristina Zappi. Rhipsalis ormindoi ingår i släktet Rhipsalis och familjen kaktusväxter. Inga underarter finns listade i Catalogue of Life.